# Wolbrom (gmina)
Wolbrom (1931–1954 gmina Dłużec) – gmina miejsko-wiejska w województwie małopolskim, w powiecie olkuskim. W latach 1975–1998 gmina położona była w województwie katowickim. Leży na Wyżynie Krakowsko-Częstochowskiej. Gmina leży w odległości 70 km od Katowic, 40 km od Krakowa i 100 km od Kielc. Na terenie gminy znajduje się 26 wsi.
Przez gminę biegnie zelektryfikowana linia kolejowa, Linia Hutnicza Szerokotorowa oraz droga wojewódzka z Olkusza do Miechowa.
Siedziba gminy to Wolbrom.
Według danych z 30 czerwca 2024 gminę zamieszkiwało 21 771 osób.

## Struktura powierzchni
Według danych z roku 2002 gmina Wolbrom ma obszar 150,82 km², w tym:
- użytki rolne: 75%
- użytki leśne: 13%

Gmina stanowi 24,24% powierzchni powiatu.

## Demografia

### Ludność
Dane z 30 czerwca 2004:
| Opis                              | Ogółem | Ogółem | Kobiety | Kobiety | Mężczyźni | Mężczyźni |
| --------------------------------- | ------ | ------ | ------- | ------- | --------- | --------- |
| jednostka                         | osób   | %      | osób    | %       | osób      | %         |
| populacja                         | 23 470 | 100    | 11 970  | 51      | 11 500    | 49        |
| gęstość zaludnienia (mieszk./km²) | 155,6  | 155,6  | 79,4    | 79,4    | 76,2      | 76,2      |

### Piramida wieku
(Stan na 31 grudnia 2023 roku)

## Wspólnoty wyznaniowe
- Kościół rzymskokatolicki: 7 parafii
- Świadkowie Jehowy: zbór[6][7]

## Sołectwa
Boża Wola, Brzozówka, Budzyń, Chełm, Chrząstowice, Dłużec, Domaniewice, Gołaczewy, Jeżówka, Kaliś, Kąpiele Wielkie, Kąpiołki, Lgota Wielka, Lgota Wolbromska, Łobzów, Miechówka, Podlesice Drugie, Poręba Dzierżna, Poręba Górna, Strzegowa, Sulisławice, Wierzchowisko, Zabagnie, Załęże, Zarzecze, Zasępiec.
Miejscowości bez statusu sołectwa: Buczyna, Kolonia Chełmska, Nowa Łąka, Rędziny, Strzegowa-Kolonia, Wymysłów.

## Sąsiednie gminy
Charsznica, Gołcza, Klucze, Olkusz, Pilica, Trzyciąż, Żarnowiec